# Aberfeldie
Aberfeldie ist ein Stadtteil im Nordwesten der australischen Metropole Melbourne, ungefähr 9 km vom Stadtzentrum entfernt, und ist Teil des lokalen Verwaltungsgebiets Moonee Valley City. 2016 hatte der Stadtteil etwa 3.900 Einwohner. Er wird im Westen begrenzt durch die Afton Street, im Norden durch die Buckley Street, im Osten durch die Waverley Street und im Süden durch den Maribyrnong River.
Der Schotte James Robertson, dem die Gegend ursprünglich gehörte, benannte sein Grundstück nach der Stadt Aberfeldy in Schottland. Nach dem Verkauf im Jahre 1888 wurde der Name beibehalten.
Heute ist das Stadtbild geprägt durch größere Parks und Wohngebiete mit Einfamilienhäusern.